# Discografia lui Gion
Discografia cântărețului Gheorghe Ionescu Gion cuprinde numeroase apariții (discuri de ebonită, compact discuri etc) ce prezintă înregistrări realizate în 1933, în străinătate.
Discurile cântărețului au fost înregistrate la casa de discuri Odeon.

## Discuri Odeon
| An   | Număr de catalog | Piese                                                          | Compozitor                            | Textier                        | Acompaniament                  | Note                  |
| ---- | ---------------- | -------------------------------------------------------------- | ------------------------------------- | ------------------------------ | ------------------------------ | --------------------- |
| 1932 | A 199 607        | Vecina mea de vis-à-vis [foxtrot] Inima-i un telefon [foxtrot] | Eugen Mirea Ion Vasilescu             | Eugen Mirea Aurel Felea        | Acompaniat de Orchestra Levici | înregistrat la Berlin |
| 1932 | A 199 608        | Iartă-mi [tango] Mai dă-mi ce altui n'ai dat [tango]           | Walter Jurmann Ionel Fernic           | Walter Jurmann Ion Pribeagu    | Acompaniat de Orchestra Levici | înregistrat la Berlin |
| 1932 | A 199 609        | Niura [tango] Cine? [tango]                                    | Marcu Albahary Marcu Albahary         | Marcu Albahary Marcu Albahary  | Acompaniat de Orchestra Levici | înregistrat la Berlin |
| 1932 | A 199 610        | Taci inimă [tango] Rosita [tango]                              | Eugen Mirea George Corologos          | Eugen Mirea George Corologos   | Acompaniat de Orchestra Levici | înregistrat la Berlin |
| 1932 | A 199 611        | Dă-mi iarăși gura ta [tango] Tu ești totul pentru mine [tango] | Max Halm Eugen Mirea                  | Max Halm Eugen Mirea           | Acompaniat de Orchestra Levici | înregistrat la Berlin |
| 1932 | A 199 612        | Beau [tango] O Mona [rumbă]                                    | Ionel Fernic Ted Wems                 | Ionel Fernic Bebe Altman       | Acompaniat de Orchestra Levici | înregistrat la Berlin |
| 1932 | A 199 613        | Nopți de argint [tango] De-ai știi tu [tango]                  | Francisco Canaro Richard Stein        | Ionel Fernic Richard Stein     | Acompaniat de Orchestra Levici | înregistrat la Berlin |
| 1932 | A 199 614        | De ce mă minți [tango] Lola [tango]                            | Jean Lenoir Elly Roman                | Ionel Fernic Elly Roman        | Acompaniat de Orchestra Levici | înregistrat la Berlin |
| 1932 | A 199 615        | Mala [tango] Tu nu mai ești a mea [tango]                      | Willy Marks Elly Roman                | Willy Marks Elly Roman         | Acompaniat de Orchestra Levici | înregistrat la Berlin |
| 1932 | A 199 616        | Gândește-te la mine [tango] Vei minți și tu [tango]            | Elly Roman Mișu Iancu                 | Elly Roman Mișu Iancu          | Acompaniat de Orchestra Levici | înregistrat la Berlin |
| 1932 | A 199 619        | Ultima romanță [tango] Dă-mi o clipă de iubire [tango]         | Francisco Canaro Carlos Gardel        | Ionel Fernic Ionel Fernic      | Acompaniat de Orchestra Levici | înregistrat la Berlin |
| 1932 | A 199 618        | Un cuib de ramuri [tango] Sanda [tango]                        | L. Telleria Eugen Mirea               | Filip Lobodă Eugen Mirea       | Acompaniat de Orchestra Levici | înregistrat la Berlin |
| 1932 | A 199 619        | Romagnola [tango] Păcat [tango]                                | Apollonio Ionel Fernic                | Nello Manzatti Ionel Fernic    | Acompaniat de Orchestra Levici | înregistrat la Berlin |
| 1932 | A 199 620        | Nitta [tango] Tu să fii a mea [tango]                          | Eugen Mirea Serafim Stoenescu         | Eugen Mirea Serafim Stoenescu  | Acompaniat de Orchestra Levici | înregistrat la Berlin |
| 1933 | A 199 621        | Iubesc femeia [tango] Lulu, Lulu, vino [tango]                 | Ionel Fernic Efim Sclearov            | Ionel Fernic Gheorghe Ionescu  | Acompaniat de Orchestra Levici | înregistrat la Berlin |
| 1933 | A 199 623        | Mai spune-mi înc-odată [tango] Vei fi a mea [tango]            | Ionel Fernic Efim Sclearov            | Ionel Fernic Nicolae Kirițescu | Acompaniat de Orchestra Levici | înregistrat la Berlin |
| 1933 | A 199 624        | Vreau să-mi cântați din vioară [tango] Uită-mă [tango]         | Edy Marcus Marcu Albahary             | Edy Marcus Bebe Altman         | Acompaniat de Orchestra Levici | înregistrat la Berlin |
| 1933 | A 199 625        | Verișoara din Timișoara [foxtrot] Colega Noastră [foxtrot]     | George Corologos Dimitris Mistachidis | George Corologos Theo Dron     | Acompaniat de Orchestra Levici | înregistrat la Berlin |
| 1933 | A 199 638        | Adio Doamnă [tango] Nu cred [tango]                            | Ionel Fernic Bachicha                 | Ionel Fernic Ionel Fernic      | Acompaniat de Orchestra Levici | înregistrat la Berlin |